# Rouède
Rouède är en kommun i departementet Haute-Garonne i regionen Occitanien i södra Frankrike. Kommunen ligger i kantonen Salies-du-Salat som tillhör arrondissementet Saint-Gaudens. År 2022 hade Rouède 289 invånare.

## Befolkningsutveckling
Antalet invånare i kommunen Rouède
Referens:INSEE